# 아산남성초등학교
아산남성초등학교는 대한민국 충청남도 아산시에 있는 공립 초등학교이다.

## 학교 연혁
- 2007. 03. 01 아산남성초등학교 개교(21학급 인가)
- 2007. 03. 01 농어촌 방과후 영어교육 시범학교 운영(시)
- 2008. 03. 01 평생교육 시범학교 운영(시)
- 2009. 03. 01 특별활동 시범학교 운영(도)
- 2011. 01. 21 강당2층(630m2) 교실4칸(각63m2) 증축
- 2011. 03. 01 교육복지우선지원사업 지정 운영
- 2012. 03. 01 교육복지Ⅱ(기초학력증진) 시범학교 운영(도)
- 2012. 10. 09 교실8칸(각63m2) 증축
- 2013. 03. 01 45학급인가(특수학급 1학급 포함)
- 2014. 03. 01 46학급 인가(특수학급 2학급 포함)
- 2014. 03. 01 교육과정 연구학교 운영(도)
- 2015. 02. 13 제8회 180명 졸업(누계 1080명)
- 2016. 03. 01 47학급 인가(특수학급 3학급 포함)
- 2018. 02. 09 제11회 164명 졸업(누계 1,601명)
- 2018. 03. 01 42학급 인가(특수학급 3학급,다문화학급 1학급 포함)

## 참고 자료
- 아산남성초등학교 - 한국교육학술정보원 학교알리미